# El Jabalí, Jalisco
El Jabalí är en ort i Mexiko.   Den ligger i kommunen Zapotlán del Rey och delstaten Jalisco, i den centrala delen av landet, 400 km väster om huvudstaden Mexico City. El Jabalí ligger 1 573 meter över havet och antalet invånare är 162.
Terrängen runt El Jabalí är kuperad norrut, men söderut är den platt. Runt El Jabalí är det ganska glesbefolkat, med 43 invånare per kvadratkilometer. Närmaste större samhälle är Zapotlanejo, 19,9 km nordväst om El Jabalí. I omgivningarna runt El Jabalí växer huvudsakligen savannskog.